# Kyriáki (Béotie)
Kyriáki, en grec moderne : Κυριάκι, est un village et ancien dème du district régional de Béotie, en Grèce-Centrale. Depuis 2010, il est fusionné au sein du dème des Lébadéens.
Selon le recensement de 2011, la population du dème compte 2 298 habitants tandis que celle du village s'élève à 2 185 habitants.